# راجپور سونارپور
شهر راجپور سونارپور (به انگلیسی: Rajpur Sonarpur) با جمعیت ۵۹۶٫۴۷۲ نفر در ایالت بنگال غربی در کشور هند واقع شده‌است.